# Холанђанин луталица
Холанђанин луталица је опера немачког композитора Рихарда Вагнера. Премијерно је изведена 2. јануара 1843. у Дрездену. Дириговао је сам Вагнер.
Српска премијера је била 6. октобра 1923. у Народном позоришту у Београду.
Либрето је написао композитор; заснован је на легенди о Летећем Холанђанину, морепловцу који је проклет да лута морем до Судњег дана. Вагнер у својој аутобиографији Мој живот, објављеној 1870, тврди да је инспирацију за оперу добио током олујне пловидбе од Риге (одакле је бежао због дугова) до Лондона. Главна тема опере је искупљење кроз љубав, мотив који се провлачи кроз готово сва Вагнерова дела.
Ова опера представља почетак Вагнеровог зрелог стваралаштва. То је његова прва реформисана опера, у којој Вагнер развијено користи лајтмотиве и ствара непрекинуту мелодију. Планирао је да се опера изведе без пауза између чинова, мада се данас опера углавном изводи у три јасно разграничена чина с паузама.

## Лица
- Уклети Холанђанин, морепловац, баритон.
- Даланд, норвешки морепловац, бас.
- Зента, његова ћерка, сопран.
- Ерик, ловац, тенор.
- Мари, Зентина дадиља, контраалт.
- Даландов кормилар, тенор.
- Норвешки морнари, Холанђанинова посада, девојке.

## Синопсис
Радња се одвија на норвешкој обали.

### Чин први
Поморског капетана Даланда снажна бура спречава да стигне до луке, иако је већ надомак циља; склања брод под стену док олуја не прође, а затим се повлачи у своју кабину, остављајући кормилара да држи стражу.
Кормилар, међутим, заспи, а мистериозан брод се појављује у близини и удара у Даландов брод. Блед човек, обучен у црно и по шпанској моди се искрцава на обалу, проклињући своју судбину: он је уклети Холанђанин, проклет да довека лута морима као казна зато што није успео да одржи своју заклетву. Анђео му је објаснио услове страшне казне: сме да изађе на копно само на један дан сваких седам година како би пронашао жену. Ако пронађе жену која ће му бити заувек верна, клетва ће бити сломљена. Холанђанин и његова посада не очекују да ће он икада наћи жену која ће моћи да га заволи за тако кратко време и тако несебично, па се моле да Судњи дан (када им казна истиче) осване што пре.
Даланд излази на палубу и угледа Холанђанина, кога поздрави, мислећи да је у питању обичан капетан. Холанђанин га упита да ли зна за жену која би била спремна да се још данас уда за њега, а у замену за ту услугу, нуди му све благо које носи његов брод. Даланд се полакоми и понуди Холанђанину руку своје младе кћери, Зенте, обећавајући му да ће је сместа удати за њега. Пошто је олуја прошла, оба брода се упуте ка Даландовом селу.

### Чин други
У Даландовој кући девојке плету уз песму, ишчекујући повратак својих љубљених морнара. Једино Зента не плете; она замишљено посматра слику уклетог Холанђанина која виси на зиду. Њена дадиља Мари је кори што не ради, али Зента јој одговара како је она крива што јој је испричала причу о Холанђанину, па је од тада опседнута њиме. Зента тражи од Мари да поново отпева баладу, али дадиља одбија, па девојка одлучује да сама опева Холанђанинову мрачну судбину.
Док је остале девојке сањиво слушају, Зента пева баладу: прича како се Холанђанин заклео да ће успети да оплови неки рт по олуји па макар му требало до Судњег дана. Ђаво је чуо његову заклетву и ухватио га за реч, те тиме проклео. Пошто је отпевала баладу, Зента екстатично изјављује да ће она спасити Холанђанина. То последње чује згранути Ерик, млади ловац који је заљубљен у њу; девојке се разилазе и остављају их саме. Ерик је упозорава да је сањао како се Даланд враћа са мистериозним странцем који узима Зенту и одводи је на море. Зенту ово, међутим, одушевљава, а Ерик одлази у очајању.
Тада стиже Даланд са Холанђанином, али Зента оца готово да не примећује, чак ни када јој он изјави како јој је Холанђанин вереник. У њеним очима сада постоји само странац, кога је одмах препознала. Зента се Холанђанину закљине на вечиту оданост, дајући му наду да ће бити спашен.

### Чин трећи
Те вечери се морнари недалеко од Даландовог брода забављају са девојкама. Оне доносе храну и пиће и зову посаду са Холанђаниновог брода да им се придружи. Најпре нико не одговара, али се ускоро зачују сабласни гласови који престраше Даландове морнаре. 
Долази Зента са Ериком. Ерик кори Зенту што га је напустила, будући да га је некада волела - пре него што је чула причу о Холанђанину. Холанђанин пречује њихов разговор и помисли како га је Зента преварила; очајан је и кори себе што се понадао да ће бити спашен, као и због тога што је био спреман да младу Зенту увуче у своје ропство, те одмах испљовљава са својим бродом, представивши се претходно свима као „Холанђанин луталица“, страх и трепет морнара.
Ерик и Даланд покушавају да зауставе Зенту, али она се пење на литицу, повиче Холанђанину како му је верна до смрти и баца се у море. Таласи сместа прогутају уклети брод, а затим се појаве загрљене душе Зенте и искупљеног Холанђанина које се уздижу ка небу.